# Damiano Russo
Damiano Russo (né le 26 juillet 1983 à Bari et mort le 22 octobre 2011  à Rome) est un acteur italien.

## Filmographie partielle
- 2000 : Tutto l'amore che c'è de Sergio Rubini
- 2010 : Una sconfinata giovinezza de Pupi Avati